# Nazareth (Belgien)
Nazareth ist eine belgische Gemeinde in der Region Flandern mit 12.305 Einwohnern (Stand 1. Januar 2024). Sie besteht aus den beiden Ortsteilen Nazareth und Eke.

## Lage
Gent liegt 13 Kilometer nordöstlich, Brügge 38 km nordwestlich und Brüssel etwa 55 km östlich. Der nächste Autobahnanschluss ist Deinze an der A14/E17 in unmittelbarer Nähe der Gemeinde. Im Ortsteil Eke befindet sich ein Regionalbahnhof, weitere gibt es in Deinze, Gavere und De Pinte.

## Namensherkunft
Der Name der Gemeinde wird erstmals im Jahre 1259 genannt. Über die Herkunft besteht Uneinigkeit. Nach herrschender Ansicht wurde der Ort nach dem gleichnamigen biblischen Nazareth benannt. Als weniger wahrscheinlich gilt die Theorie, dass es sich um eine Falschschreibung des Namens „magherhet“ (zu deutsch: dürre Heide) handelt.

## Wirtschaft
In Nazareth befindet sich die Europa-Zentrale des Rohrkupplungssysteme-Herstellers Victaulic.

## Persönlichkeiten
- Aloïs Persijn (1888–1972), Radrennfahrer
- Jules Verschelden (1898–1978), Radrennfahrer
- Yvan Covent (1940–2011), Radrennfahrer